# Wladimir Betz

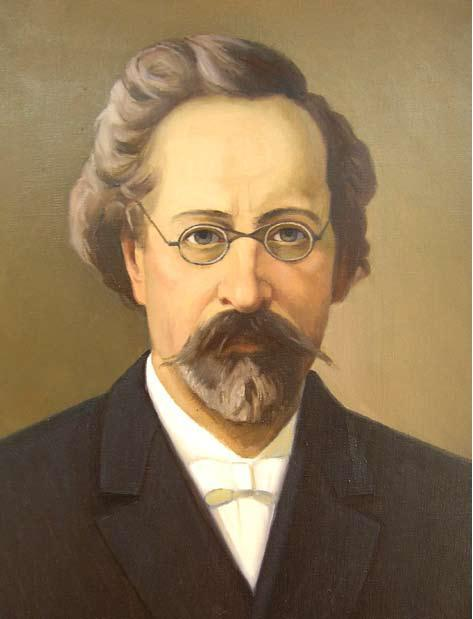
Wladimir Betz

Wladimir Alexejewitsch Betz (ukrainisch Володи́мир Олексійович Бец /Wolodymyr Oleksijowytsch Bez; * 14. Apriljul. / 26. April 1834greg. bei Oster, Gouvernement Tschernigow; † 30. Septemberjul. / 12. Oktober 1894greg. in Kiew) war ein ukrainischer Anatom und Histologe.
Betz studierte bis 1860 Medizin an der medizinischen Fakultät der St.-Wladimir-Universität Kiew, wurde dort im selben Jahr promoviert und ging als Prosektor an das dortige Anatomische Institut. Von 1868 bis 1889 war er Professor für Anatomie in Kiew. 1874 beschrieb er die später nach ihm benannten Betz-Zellen im Motorcortex.

## Publikationen
- Anatomischer Nachweis zweier Gehirncentra. In: Centralblatt für die medizinischen Wissenschaften. Band 12, 1874, S. 578–580, 595–599.
- Morfologia osteogeneza. Kiew 1887.